# Río Bagoé
El río Bagoé es un afluente del río Bani, el cual es a su vez, afluente del río Níger. Nace al norte de Costa de Marfil, cerca de la localidad de Boundiali, y fluye en dirección norte hasta desembocar en el citado río Bani, en territorio del país de Malí.
Su cuenca hidrográfica ocupa una superficie de 33 430 km².